# Statue-menhir de Naujac
La statue-menhir de Naujac est une statue-menhir appartenant au groupe rouergat découverte à Nages, dans le département du Tarn en France.

## Description
La statue a été découverte au lieu-dit la lande Naujac sur une crête dominant la vallée de la Vèbre. Elle a été gravée sur une dalle de granite d'origine local. Elle mesure 1,60 m de hauteur sur 1 m de largeur et 0,20 m d'épaisseur.
La statue est complète mais très usée, surtout sur sa face antérieure. Le bras et la mains gauche, la ceinture et des éléments des bretelles du baudrier sont encore visibles.
Elle n'a été reconnue comme statue-menhir qu'en 2007 par Michel Maillé. Elle était précédemment classée comme petit menhir.